# Gobiesox pinniger
Gobiesox pinniger är en fiskart som beskrevs av Gilbert, 1890. Gobiesox pinniger ingår i släktet Gobiesox och familjen dubbelsugarfiskar. IUCN kategoriserar arten globalt som livskraftig. Inga underarter finns listade i Catalogue of Life.